# Niżnia Polana Kominiarska
Niżnia Polana Kominiarska – polana reglowa w Tatrach Zachodnich. Położona jest poniżej północnego zbocza Kominiarskiego Wierchu, w górnej części Doliny Lejowej, na wysokości 1110–1170 m. Polana leży na silnie nachylonym na północ stoku, pomiędzy dwoma potokami, będącymi dopływami Lejowego Potoku. Wchodzi w skład TPN, lecz jest własnością Wspólnoty Leśnej Uprawnionych Ośmiu Wsi z siedzibą w Witowie.
Dawniej polana była częścią Hali Kominy Tylkowe i stały na niej liczne szałasy. Po zaprzestaniu regularnego wypasu, od lat nie naprawiane, ulegają stopniowemu niszczeniu.
Z polany rozciągają się dość ograniczone widoki, na południe na bliskie stąd północne ściany Kominiarskiego Wierchu, na północ na Zadnią Kopkę z urwiskiem Świńskiej Turni i zalesiony reglowy Diabliniec. Górne, bardziej strome części polany już zarosły lasem, dolne możliwe do wykoszenia są koszone. Uchroni to polanę od całkowitego zarośnięcia lasem, co staje się losem większości tatrzańskich polan (ze szkodą dla walorów widokowych i różnorodności biologicznej Tatr). Jest jedną z niewielu polan tatrzańskich, na których nadal odbywa się wypas (tzw. wypas kulturowy).
Z rzadkich w Karpatach gatunków roślin na polanie rośnie złoć mała.

## Szlaki turystyczne
– nieco poniżej polany odgałęzia się od czarnego szlaku żółty szlak do polany Biały Potok przez Dolinę Lejową. Czas przejścia: 55 min, ↑ 1:10 h
 Ścieżka nad Reglami z Cudakowej Polany w Dolinie Kościeliskiej przez Przysłop Kominiarski, Niżnią Kominiarską Polanę i Kominiarską Przełęcz do Doliny Chochołowskiej.
- Czas przejścia z Doliny Kościeliskiej na Niżnią Kominiarską Polanę: 40 min, z powrotem 30 min
- Czas przejścia z polany do Doliny Chochołowskiej: 1:20 h, z powrotem 1:35 h.

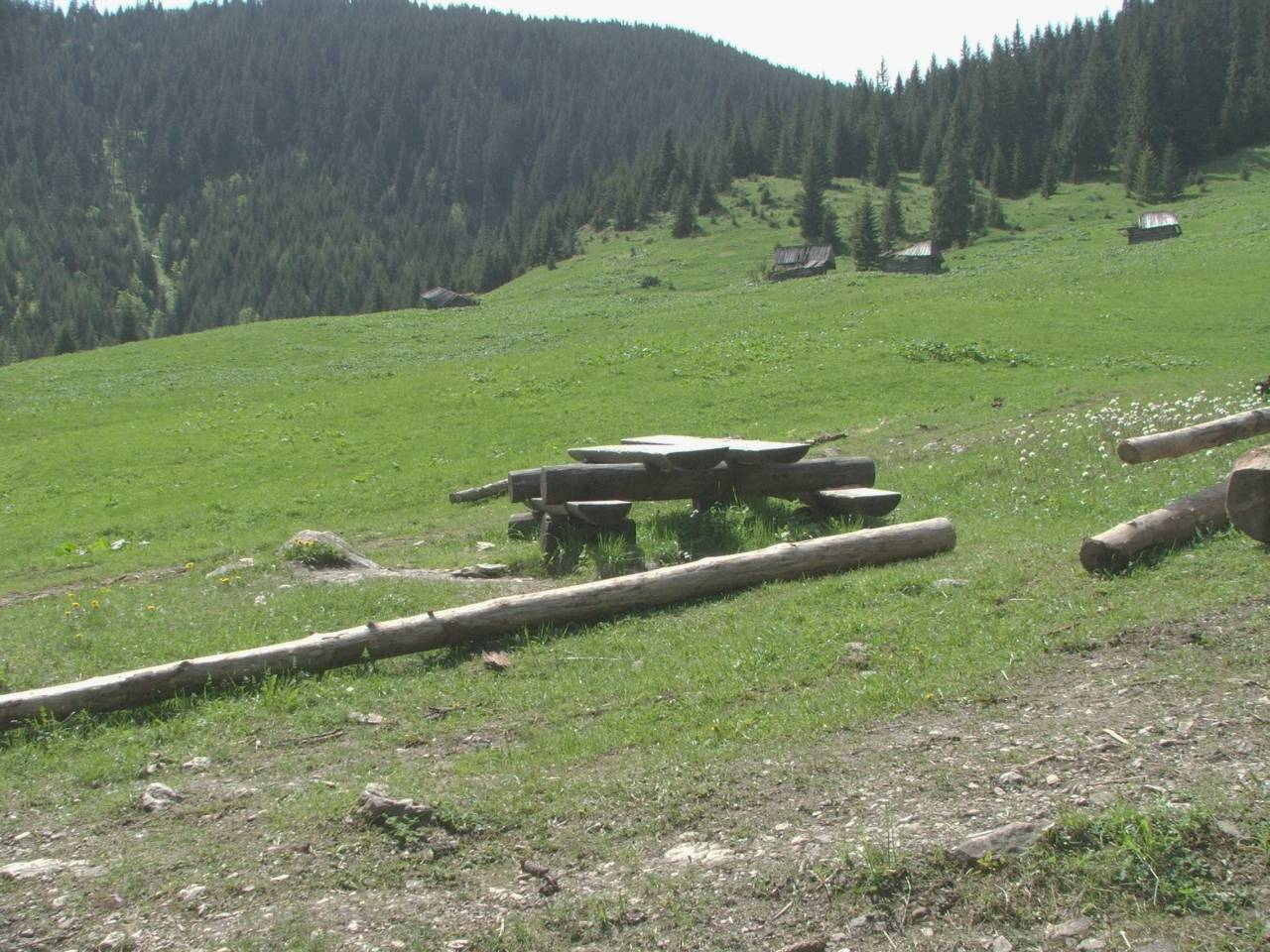
Niżnia Polana Kominiarska
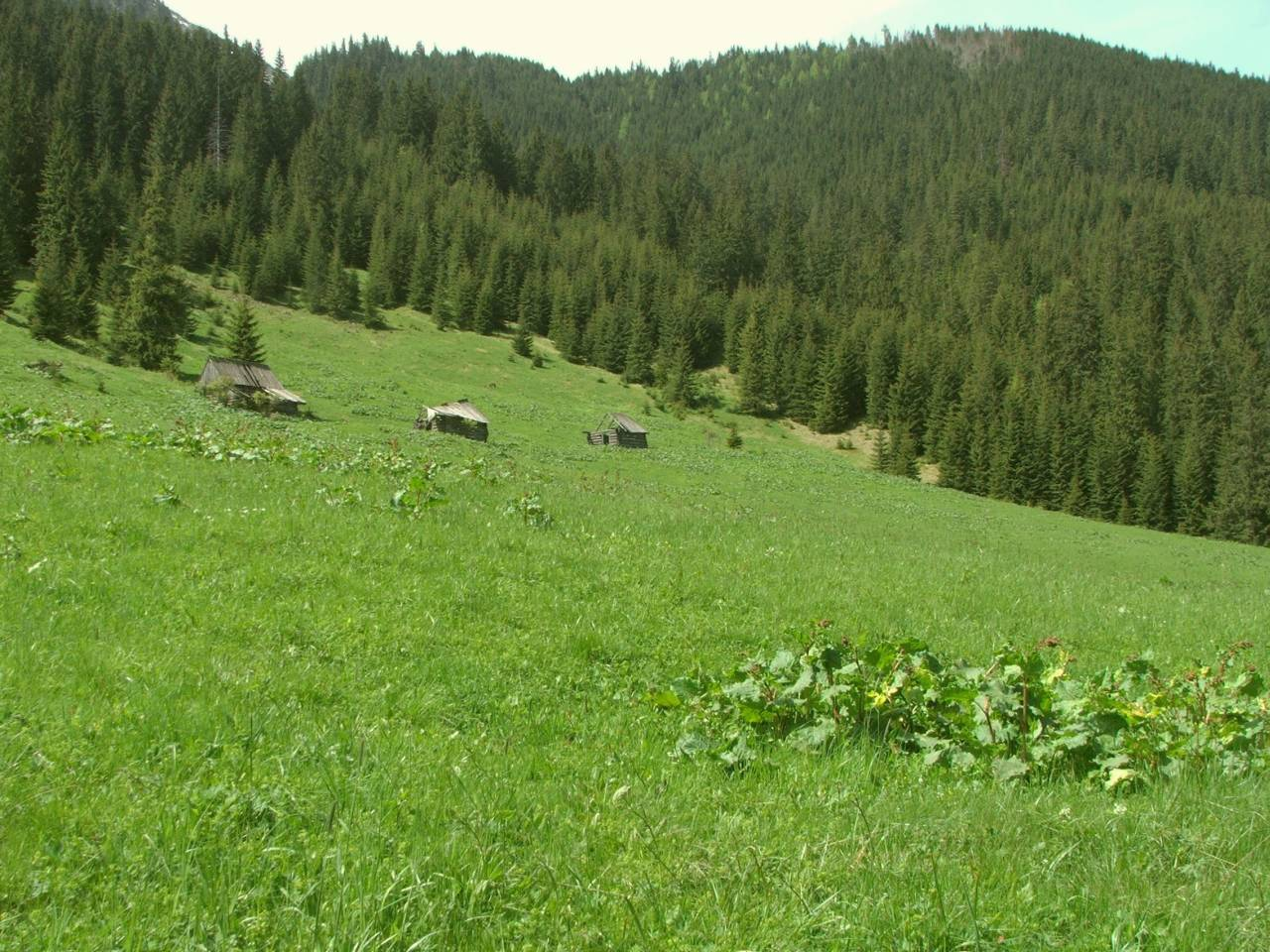
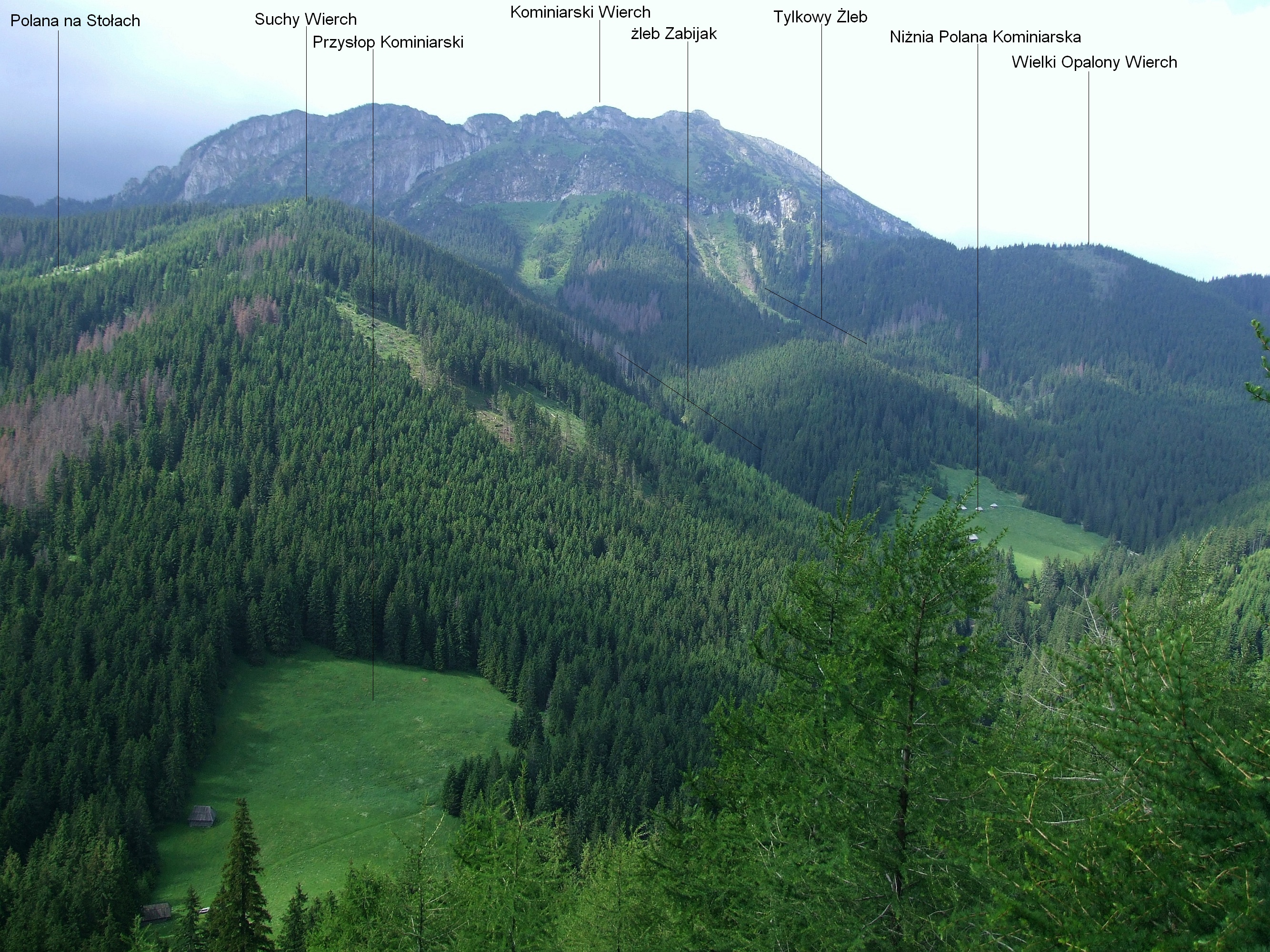